# Roberto Lacorte
Roberto Lacorte (Pisa, 25 juni 1968) is een Italiaans ondernemer, zeiler, teambaas en autocoureur. Zijn zoon Nicola is eveneens autocoureur.

## Ondernemer
In 2003 richtte Lacorte met zijn broer Andrea het Italiaanse farmaceutische bedrijf Pharmanutra Group op, waar hij vicepresident en bestuursvoorzitter van werd. Een van de bedrijven binnen deze groep draagt de naam Cetilar, een gewrichtscrème die ook titelsponsor is van het raceteam van Lacorte. Ook sponsort het bedrijf een aantal Italiaanse voetbalclubs, waaronder Parma Calcio 1913.

## Autosport
In 2011 maakte Lacorte zijn autosportdebuut in het Italiaans toerwagenkampioenschap, waarin hij voor het Spider Racing Team reed. In 2012 werd hij met co-coureur Giorgio Sernagiotto derde in het kampioenschap. In 2013 en 2014 reed hij in de V de V Endurance Challenge.
In 2015 kwam Lacorte voor Villorba Corse uit in de LMP3-klasse van de European Le Mans Series (ELMS), waarin hij de auto opnieuw met Sernagiotto deelde. Hij behaalde twee tweede plaatsen op de Red Bull Ring en het Circuit Paul Ricard, waardoor hij met 36 punten zevende in de eindstand werd. In 2016 bleef hij actief voor het team en deelde dat jaar de auto met Sernagiotto en Niccolò Schirò. Een achtste plaats in de seizoensfinale op het Autódromo do Estoril was zijn beste resultaat en hij eindigde met 8 punten op plaats 23 in het eindklassement.
In 2017 stapte Lacorte met Villorba Corse over naar de LMP2-klasse van de ELMS. Tevens werd Cetilar hoofdsponsor van het team, waar hij samen met Sernagiotto en Andrea Belicchi reed. Twee vijfde plaatsen op het Autodromo Nazionale Monza en het Autódromo Internacional do Algarve waren zijn beste resultaten, waardoor hij met 35 punten veertiende in het kampioenschap werd. Tevens debuteerde hij dat jaar in de 24 uur van Le Mans en eindigde als zevende in de LMP2-klasse.
In 2018 richtte Lacorte de Cetilar Academy op, een programma waarin jonge karters worden opgeleid. Zelf reed hij dat jaar opnieuw in de LMP2-klasse van de ELMS met Sernagiotto, Belicchi en Felipe Nasr als co-coureurs. In de races kwam hij nooit verder dan een negende plaats op Monza, waardoor hij met 4,5 punten op plaats 25 in het klassement eindigde. In de 24 uur van Le Mans werd hij met Nasr en Sernagiotto elfde in de LMP2-klasse.

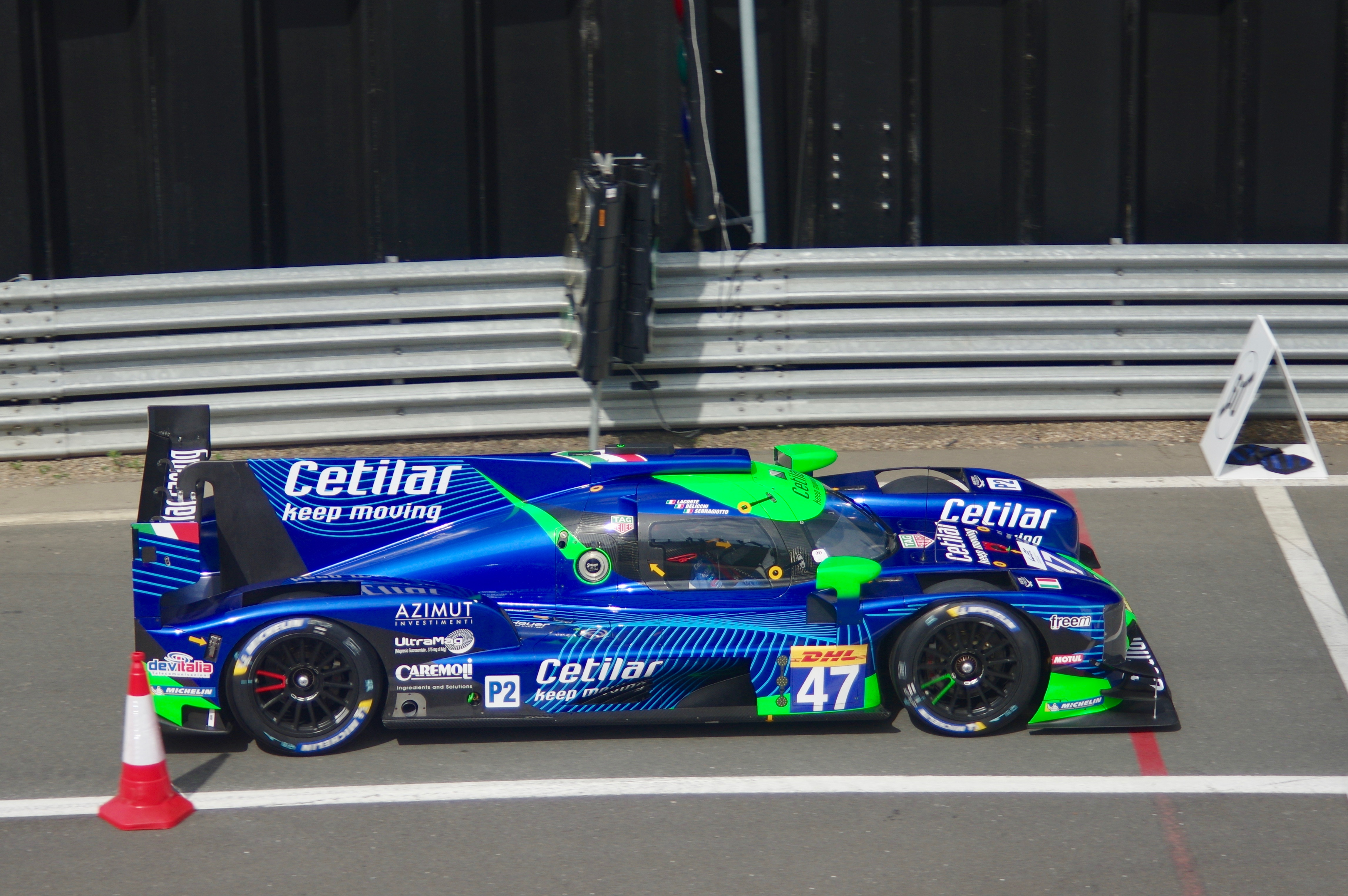
Roberto Lacorte tijdens de 4 uur van Silverstone in 2019.

In het seizoen 2019-2020 stapte Lacorte met Cetilar over naar de LMP2-klasse van het FIA World Endurance Championship (WEC), waarin Sernagiotto en Belicchi zijn teamgenoten waren. Vijfde plaatsen in de 6 uur van Spa-Francorchamps en de 24 uur van Le Mans waren zijn beste resultaten, waardoor hij met 72 punten twaalfde in de eindstand werd.
In 2021 werd Cetilar officieel partner van AF Corse, het team dat de fabrieksauto's van Ferrari in de GTE Pro-klasse van het WEC runde. Cetilar en Lacorte stapten hierop over naar de GTE Am-klasse van het kampioenschap, waar hij samen met Sernagiotto en Antonio Fuoco rijdt. De overstap bleek succesvol. In de seizoensopener, de 6 uur van Spa-Francorchamps, stond het team op het podium, voordat de tweede race, de 8 uur van Portimão, werd gewonnen. Lacorte werd uiteindelijk met 75 punten vijfde in de eindstand.
In 2022 stapten Lacorte en Cetilar over naar de GTD-klasse van het IMSA SportsCar Championship. Het team nam enkel deel aan de vier enduranceraces van het seizoen. Lacorte won samen met Sernagiotto en Fuoco de 12 uur van Sebring. Ook in 2023 reed het enkel in de enduranceraces, waarin een dertiende plaats in de Petit Le Mans het beste resultaat was. Lacorte nam tevens deel aan de 24 uur van Le Mans, waar hij voor Graff Racing met Giedo van der Garde en Patrick Pilet vierde werd in de LMP2 Pro-Am-klasse.

## Zeiler
Lacorte begon met het ontwikkelen van zijn eigen zeilboot SuperNikka in 2013. In 2015 nam deze boot voor het eerst deel aan een race, de 151Miglia, waarin het als tweede eindigde. Dat jaar won Lacorte de Maxi Yacht Rolex Cup met zijn boot, een titel die hij in 2017 opnieuw behaalde. In 2019 werd Lacorte uitgeroepen tot eigenaar van het jaar bij de Italiaanse zeiler van het jaar-awards. In december 2020 kondigde hij aan om een nieuwe boot te bouwen, die de FlyingNikka zou heten en in 2022 zou debuteren.